# Chariesthes somaliensis
Chariesthes somaliensis är en skalbaggsart som beskrevs av Stefan von Breuning 1934. Chariesthes somaliensis ingår i släktet Chariesthes och familjen långhorningar.
Artens utbredningsområde är Kenya. Inga underarter finns listade i Catalogue of Life.